# Шамбала (міфологія)

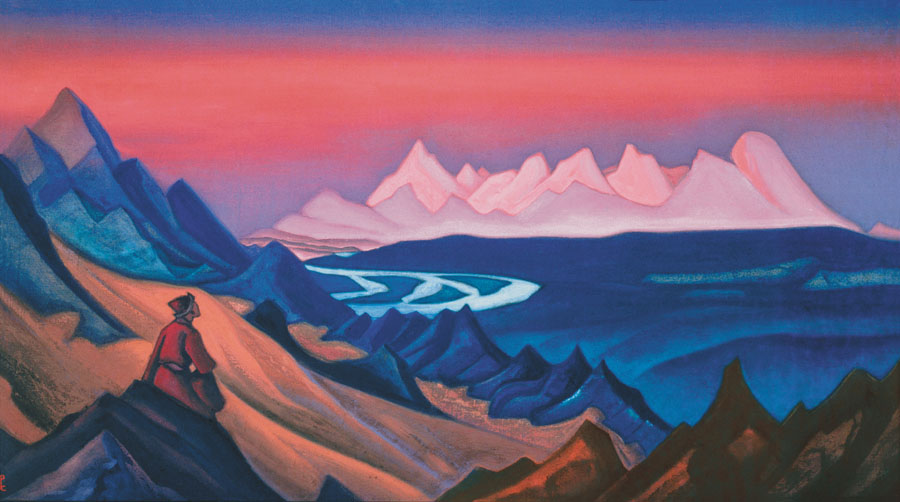
«Пісня Шамбали». картина Миколи Реріха, 1943 р.

Ша́мбала — міфічна країна, первісно згадувана в індуїстських і буддистських переказах і пророцтвах, схована в Гімалаях. За повір'ям, там народиться цар, який очолить армію для великої боротьби зі злом. Отримала значний відгук в езотериці та окультизмі як місце, де зберігаються таємні знання. В художніх творах нерідко ототожнюється з країною Шангрі-Ла чи Аґартою.

## Шамбала в стародавній літературі

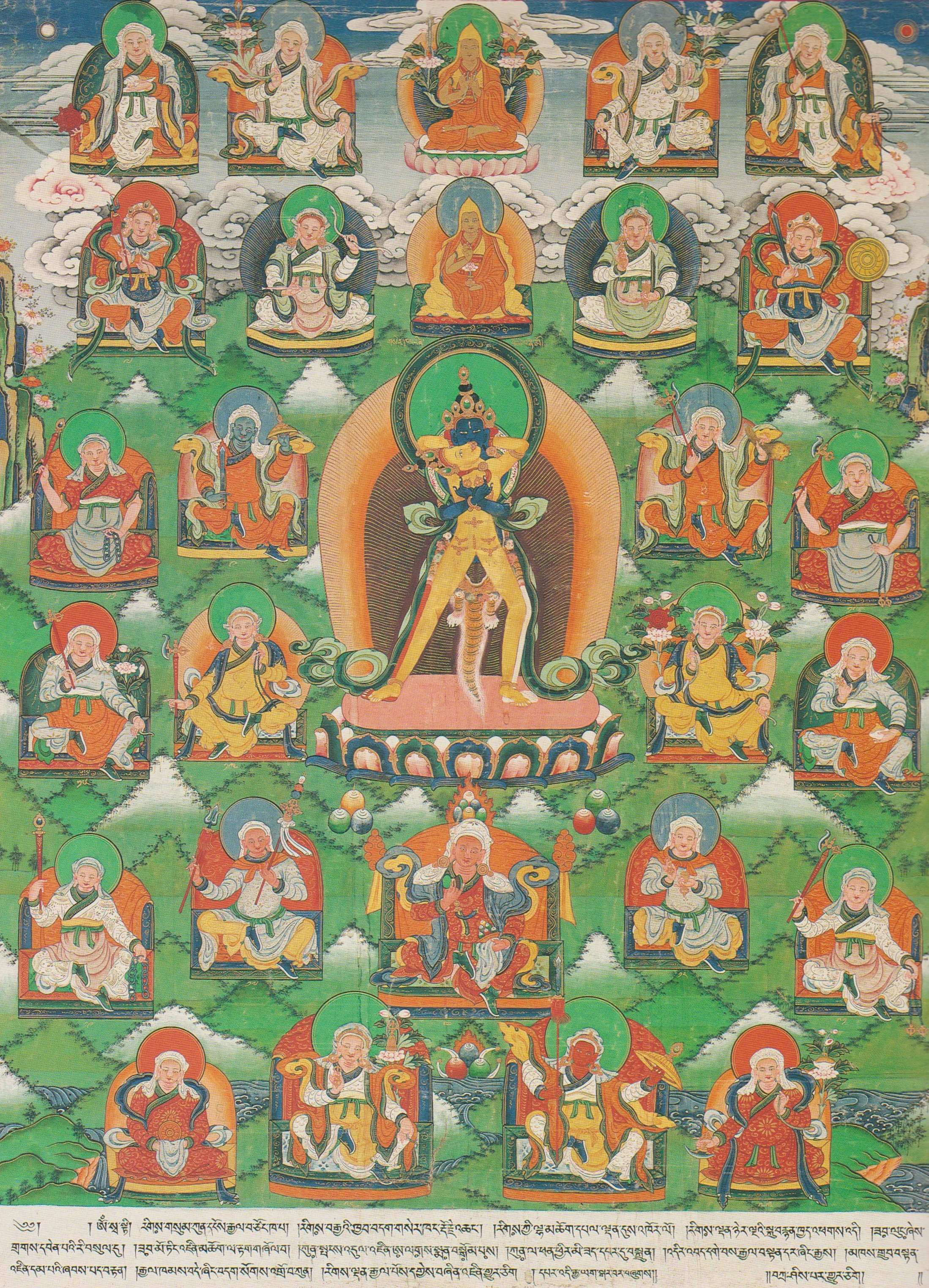
Ідам в оточенні 25 царів Шамбали

Вперше Шамбала як Самбгала згадується в «Магабгараті». Там таку назву має селище, де народиться цар-двіджа Калкі Вішнуяшас, який разом з брахманами принесе порядок у світ і знищить варварів млеччха.
Перша згадка про Шамбалу в буддійських текстах наявна в Калачакра-тантрі, укладеній в X ст. Вона, згідно переказів, збереглася з часів царя Шамбали Сучандри, який відвідав Будду Шак'ямуні, після чого повернуся в Шамбалу. В тексті описується, що в майбутньому саме в Шамбалі правитиме Будда Майтрея, котрий очолить останню битву зі злом і приведе світ у нову блаженну епоху Сатья-юґу.
Шамбала згадується в текстах старовинної культури західного Тибету Жан Жун. Також схожа країна фігурує в релігійних текстах добуддійського релігійного вчення Тибету Бон. Згідно з ірано-тибетською картографічною традицією, під поняттям Шамбала мається на увазі епоха панування Сирії. Сирія перською називається Шам, а слово «бала» означає «верх», «вгору». Отже, Шамбала перекладається як «панування Сирії», що і відповідало дійсності в період III—II ст. до н. е.
Країна, пізніше ототожнювана з Шамбалою, вперше згадується в європейській літературі у візантійському творі під умовною назвою «Сказання про Індійське царство» (середина XII ст.). Там описано як кілька духовних і світських лідерів, з-поміж них і папа Олександр III, візантійський імператор Мануїл Компін і король Франції Людовик VII отримують послання від «пресвітера Іоанна», владики повної чудес східної держави. В XIV столітті Конрад фон Мегенберг писав, що цей владика — цар над царями; його палац сповнений такої благодаті, що перебуваючи всередині, ніхто не помирає та не відчуває голоду.
Подібну країну описував ще Псевдо-Калісфен у «Александрії» (I-III ст.), де Александр Македонський подорожує в пошуках блаженної землі на Сході. Ця легенда поширилася по Європі в різних обробках і була відома також на території Русі як легенда про країну Біловоддя чи Землю попа Івана. Вона отримала відображення в «Ходінні монаха Зосими» (XV ст.), де описується східна країна праведних християн рахманів, які харчуються самими плодами, не мають ні одягу, ні знарядь, знають від янголів усі праведні та грішні вчинки людей.

## Шамбала в езотериці та окультизмі
У 1833 році Шадор Кереші, котрий здійснив подорож до Тибету, опублікував статтю про Калачакру, де навів і легенду про Шамбалу. Раніше, в 1825, він згадував її як тибетський відповідник Єрусалима для буддистів, розташований між 45 і 50 паралелями. Наступна крупна згадка країни, також як переказ легенди, відбулася в книзі Германа Шлагінтвейта «Буддизм у Тибеті» (1860). Втім, ще в 1627 році португальські місіонери Жуан Кабрал та Естевао Качелла відвідали Тибет, де чули про Шамбалу, проте вважали її іншою назвою Китаю.
Олена Блаватська в «Таємній доктрині» (1888) згадувала Шамбалу як «священний острів» у пустелі Гобі. Пізніше Блаватська описувала Шамбалу як одне з місць, де осіли переселенці з Лемурії. Саме там народиться месія, очікуваний в багатьох релігіях. Пізніше Олена Реріх у листах 1935—1936 називала Блаватську вісницею Білого братства з Шамбали.
Теодор Ілліон у книзі «Темрява над Тибетом» (1937) наводив переказ, отриманий у 1775 році від третього Панчен-Лами Лобсанга Палдана Йешея. В переказі йшлося про подорож лами до Шамбали та пророцтво про армію колісниць і віман, що вийде звідти на чолі з імператором Калкі-Рудрою для боротьби проти млеччха, почавши Сатья-юґу. Панчен-Лама при цьому повідомляв, що фізично потрапити в Шамбалу вкрай складно, лише спеціальним шляхом, який пролягає в тому числі по території Росії. Столицею Шамбали лама називав місто Калапа.
Подібну історію дещо раніше описував Фердинанд Оссендовський в книзі «Звірі, люди, й боги» (1922) з посиланням на розповіді монгольських лам. Він наводив легенду про підземну країну Аґарта, що має виходи на поверхню в багатьох місцях Землі. Там живе дуже мудрий народ, який не знає злочинів, складається він з уцілілих людей минулих циклів історії. Жителі Аґарти ведуть облік усіх наукових досягнень, які здійснюються по світу, править Аґартою Цар Світу, що керує історією. В майбутньому Цар Світу виведе своє військо на поверхню для боротьби зі злом.
Агван Доржієв вважав, що Шамбала — це Росія, а її тодішній цар Микола II — реінкарнація Чже Цонкапи. Пізніше Доржієв приписував німецьким нацистам союз із Шамбалою та її послідовниками — СРСР і комуністами. Проте коли Шамбала відмовила в допомозі Гітлеру, той уклав союз із її противниками з Аґарти, що відповідає Асґарду, та почав наступ на СРСР.
Микола Реріх стверджував у книзі «Серце Азії» (1931), що Шамбала, розташована в Тибеті, є місцем, звідки походять індійські духовні вчення, зокрема веди. Він протиставляв Шамбалу офіційному центру буддизму в Лхасі, передбачаючи, що Лхаса незабаром буде спустошена. Шамбала у викладі Реріха оточена восьма горами, подібно до квітки лотоса; править нею Гесер-хан. Аліса Бейлі вважала, що Шамбала — це місце зосередження «сили Шамбали» чи інакше «космічного вогню». Ця сила може використовуватися як для добра, так і для зла.
Німецькі нацисти цікавилися пошуками Шамбали, чому посприяв роман Едуарда Булвера-Літтона «Прийдешня раса» (1871), де описувалася підземна раса надлюдей вріл-я. Мігель Серрано писав про Гітлера як прибульця з Шамбали (Аґарти). Гітлер начебто врятувався та після Другої світової війни вирушив назад у Шамбалу, де готує армію, що приведе в майбутньому арійську расу до перемоги. Генріх Гіммлер цікавився пошуками Шамбали, позаяк поділяв думку Карла Вілігута про те, що в Тибеті збереглася прадавня «істинна» релігія стародавніх германців — ірмінізм. У Шамбалі Гіммлер сподівався відшукати носіїв ірмінізму та добути матеріальну спадщину стародавніх аріїв. Коли в Тибет було споряджено експедицію Ернста Шефера, Вілігут розраховував на отримання нею свідчень існування Шамбали. Карл Гаусгофер писав, що бував у Тибеті, та приніс звідти знання для товариства Туле.
Міф про Шамбалу використовувала секта Аум Сінрікьо, очолювана Сьоко Асахарою, що влаштувала в 1995 році теракти в токійському метро. В її вченні учасники секти повинні були побудувати Шамбалу завдяки таємним знанням, почавши з Японії. Сам Сьоко вважав себе тим самим царем, який очолить сили добра для всесвітньої боротьби зі злом. Американські езотерики припускали, що Осама бен Ладен не був убитий, а сховався в Шамбалі, знайшовши один з підземних ходів туди в Афганістані чи Пакистані.

## Шамбала в фантастиці
Духовні пошуки Шамбали описано в повісті Мірча Еліаде «Загадка доктора Гонігбсргера» (1940).
В коміксах про супергероя Тінь та в однойменному фільмі за його мотивами Шамбала згадується як країна, де зберігаються таємні знання зі здобуття надлюдських можливостей. Також ця країна фігурує в коміксах про Атену Вольтер, де знаннями з Шамбали прагнуть заволодіти нацисти.
У відеогрі Uncharted 2: Among Thieves Шамбала зображена як місто, де зберігався магічний камінь Чінтамані.
«Сила Шамбали» імовірно надихнула Джорджа Лукаса на ідею Сили в «Зоряних війнах».